# خوسيه مانويل فرناندس
خوسيه مانويل فرناندس هو مهندس وسياسي برتغالي، ولد في 26 يوليو 1967 في Vila Verde ‏ في البرتغال. نشط حزبياً في الحزب الديمقراطي الاجتماعي. في انتخابات البرلمان الأوروبي 2019، انتخب عضو في البرلمان الأوروبي عن دائرة البرتغال ‏ لترشحه ضمن قائمة الحزب الديمقراطي الاجتماعي، وقد انضم خلال فترته النيابية (2 يوليو 2019 – ) للكتلة البرلمانية كتلة حزب الشعب الأوروبي وفي انتخابات البرلمان الأوروبي 2014، انتخب عضو في البرلمان الأوروبي عن دائرة البرتغال ‏ لترشحه ضمن قائمة الحزب الديمقراطي الاجتماعي، وقد انضم خلال فترته النيابية (1 يوليو 2014 – 1 يوليو 2019) للكتلة البرلمانية كتلة حزب الشعب الأوروبي وفي انتخابات البرلمان الأوروبي 2009، انتخب عضو في البرلمان الأوروبي عن دائرة البرتغال ‏ لترشحه ضمن قائمة الحزب الديمقراطي الاجتماعي، وقد انضم خلال فترته النيابية (14 يوليو 2009 – 30 يونيو 2014) للكتلة البرلمانية كتلة حزب الشعب الأوروبي.

## وصلات خارجية
- الموقع الرسمي